# Roman Ilnycki
Roman Ilnycki (ur. 18 czerwca 1915, zm. 2 lutego 2000 w Nowym Jorku) – ukraiński dziennikarz, działacz społeczny i polityczny Organizacji Ukraińskich Nacjonalistów, a po 1940 roku – OUN-B.
Był współtwórcą Aktu odnowienia Państwa Ukraińskiego i członkiem rządu Jarosława Stećki. Wkrótce aresztowany, został osadzony wraz z Stepanem Banderą w Sachsenhausen.
Po wojnie pozostał na emigracji, w latach 1945–1949 był wydawcą i redaktorem tygodnika "Czas". Od 1957 był przewodniczącym Rady Politycznej OUN-B "Za kordonom"
Był autorem książki Deutschland und die Ukraine, wydanej w 1956 roku.

## Literatura
- Ryszard Torzecki – Polacy i Ukraińcy. Sprawa ukraińska w czasie II wojny światowej na terenie II Rzeczypospolitej, Warszawa 1993, Wyd. PWN, ISBN 83-01-11126-7